# Нэ (чжуинь)

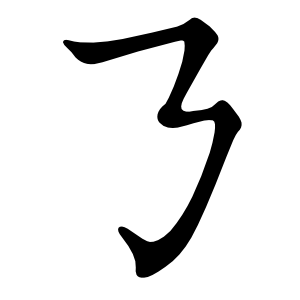
Нэ

Нэ — седьмая буква алфавита чжуинь, обозначает переднеязычный носовой согласный /n/. Происходит от иероглифа най 乃 (книжн. твой). В слоге может быть только инициалью (кит.声 — шэн), как инициаль образует 25 слогов.
| ㄋ             | ㄋ           | ㄋ            | ㄋ            |
| -------------- | ------------ | ------------- | ------------- |
| ㄋㄚ — на      | ㄋㄞ — най   | ㄋㄢ — нань   | ㄋㄤ — нан    |
| ㄋㄠ — нао     | ㄋㄜ — нэ    | ㄋㄟ — нэй    | ㄋㄣ — нэнь   |
| ㄋㄥ — нэн     | ㄋㄧ — ни    | ㄋㄧㄚ — ня   | ㄋㄧㄤ — нян  |
| ㄋㄧㄠ — няо   | ㄋㄧㄝ — не  | ㄋㄧㄢ — нянь | ㄋㄧㄣ — нинь |
| ㄋㄧㄥ — нин   | ㄋㄧㄡ — ню  | ㄋㄡ — ноу    | ㄋㄨ — ну     |
| ㄋㄨㄢ — нуань | ㄋㄨㄥ — нун | ㄋㄩ — нюй    | ㄋㄨㄛ — но   |
| ㄋㄩㄝ — нюэ   |              |               |               |